# メグ・ライアン
メグ・ライアン（Meg Ryan、本名：マーガレット・メアリー・エミリー・アン・ハイラ（Margaret Mary Emily Anne Hyra）、1961年11月19日 - ）は、アメリカ合衆国の女優。

## 来歴

### 生い立ち
ニューヨーク北東郊のコネチカット州フェアフィールド出身。父親のハリー・ハイラは数学教師、母親のスーザン・ハイラ・ジョーダンは元女優及びキャスティング・ディレクター、現英語教師。ジャーナリスト志望でコネチカット大学に入学した後、ニューヨーク大学に編入しジャーナリズムを専攻。在学中よりコマーシャルに出演しはじめ、大学は中退した。

### キャリア

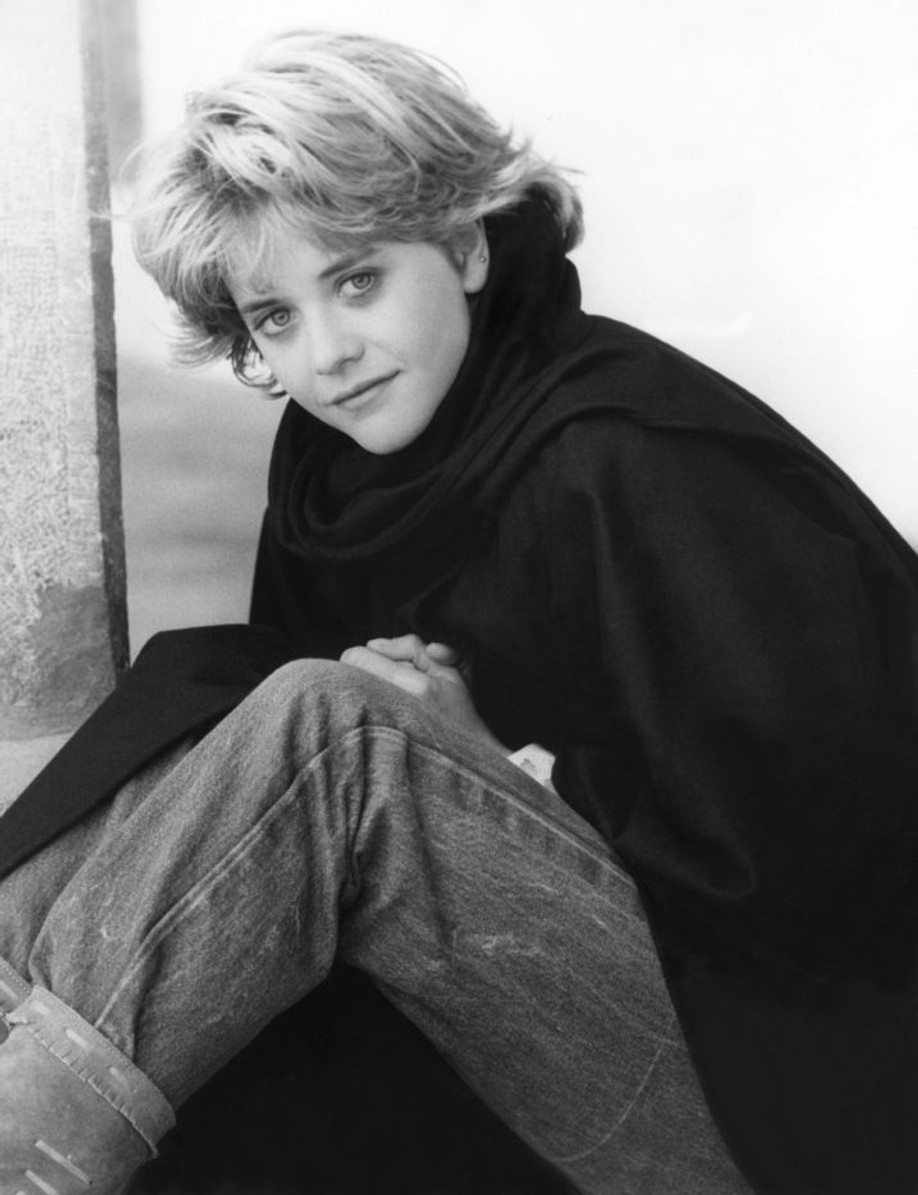
ドラマ『アズ・ザ・ワールド・ターンズ』プロモーション写真（1983年3月27日）

大学在学中にエージェントに見いだされ、映画『ベストフレンズ』（1981年公開）でデビュー。1982年から1984年まで連続ドラマ『アズ・ザ・ワールド・ターンズ』に出演。
1986年公開の『トップガン』に出演して注目を浴びる。翌年公開の『インナースペース』で人気を獲得して、同年公開の『プロミストランド/青春の絆』でインディペンデント・スピリット賞主演女優賞にノミネートされた。
1989年公開のビリー・クリスタルと共演した『恋人たちの予感』の大ヒットによって人気を決定付ける。それ以降も、トム・ハンクスとの共演で『めぐり逢えたら』（1993）や『ユー・ガット・メール』（1998）などのロマンティック・コメディに主演しヒットを飛ばし、「ロマンティック・コメディの女王」と呼ばれ人気を博す。また、この三作品ではゴールデングローブ賞 主演女優賞 (ミュージカル・コメディ部門)にノミネートされた。
一方、作品選びの悪さが有名で、これまで『ゴースト/ニューヨークの幻』、『プリティ・ウーマン』、『誘う女』、『羊たちの沈黙』などのオファーを断っている。
ライアンが様々な役柄やジャンルに挑戦した試みは、結果がまちまちだった。特に『イン・ザ・カット』(2003年)での演技は批評家やファンから猛烈な批判を浴び、その後彼女は仕事量と公の場への出演を大幅に制限した。
2015年の映画『涙のメッセンジャー 14歳の約束』で監督デビュー。
2024年8月、ボスニア・ヘルツェゴビナ首都サラエヴォ開催の「サラエヴォ映画祭」で特別賞を受賞した。壇上で「多様性は力であり、芸術は孤独を感じさせないもの。芸術は私たちを繋ぎ、隔たりを無くす。それがアートであり、戦争ではない」と話した。

### 私生活
1991年2月14日に俳優のデニス・クエイドと結婚、1992年4月24日に長男（ジャック・クエイド）を出産。2000年に『プルーフ・オブ・ライフ』で共演したラッセル・クロウとの不倫騒動の後に別居し、2001年7月16日に離婚。2008年には離婚したのは自身のクロウとの交際が原因ではなく、デニス・クエイドの浮気だったと語っている。2010年頃から、シンガーソングライターのジョン・メレンキャンプと交際し、2018年11月に婚約を発表。
2006年1月に中国から当時14ヶ月の女児（デイジー・トゥルー）を養子に迎える。

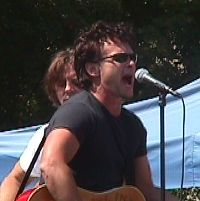
ジョン・メレンキャンプ

民主党支持者であり、ベジタリアンである。

## 主な出演作品

### 映画
| 公開年 | 邦題 原題                                                      | 役名                           | 備考                                             | 吹き替え                                                                                          |
| ------ | -------------------------------------------------------------- | ------------------------------ | ------------------------------------------------ | ------------------------------------------------------------------------------------------------- |
| 1981   | ベストフレンズ Rich and Famous                                 | デビー・ブレイク（18歳）       |                                                  |                                                                                                   |
| 1983   | 悪魔の棲む家PART3 Amityville 3-D                               | リサ                           |                                                  |                                                                                                   |
| 1986   | トップガン Top Gun                                             | キャロル                       |                                                  | 井上瑤（フジテレビ版） 雨蘭咲木子（日本テレビ版） はしのえみ（ソフト版） 斎藤恵理（テレビ朝日版） |
| 1986   | 私立ガードマン/全員無責任 Armed and Dangerous                  | マギー                         |                                                  |                                                                                                   |
| 1987   | インナースペース Innerspace                                    | リディア・マックスウェル       |                                                  | 斉藤慶子（劇場公開版/ソフト版） 佐々木優子（TBS版）                                               |
| 1987   | プロミストランド/青春の絆 Promised Land                        | ベヴ                           |                                                  |                                                                                                   |
| 1988   | D.O.A.／死へのカウントダウン D.O.A.                            | シドニー・フューラー           |                                                  | 水谷優子（VHS版）                                                                                 |
| 1988   | プレシディオの男たち The Presidio                              | ドナ                           |                                                  | 勝生真沙子（ソフト版/機内上映版） 伊藤美紀（フジテレビ版）                                        |
| 1989   | 恋人たちの予感 When Harry Met Sally...                         | サリー・オルブライト           |                                                  | 高島雅羅（ソフト版） 佐々木優子（日本テレビ版） 戸田恵子（JAL版） 小山茉美（ANA版）               |
| 1990   | ジョー、満月の島へ行く Joe Versus the Volcano                  | デデ／アンジェリカ／パトリシア |                                                  | 高島雅羅                                                                                          |
| 1991   | ドアーズ The Doors                                             | パメラ・カーソン               |                                                  | 勝生真沙子                                                                                        |
| 1992   | キスへのプレリュード Prelude to a Kiss                         | リタ・ボイル                   |                                                  | 日野由利加（ソフト版） 土井美加（機内上映版）                                                     |
| 1993   | めぐり逢えたら Sleepless in Seattle                            | アニー・リード                 |                                                  | 土井美加（ソフト版） 水谷優子（フジテレビ版）                                                     |
| 1993   | フレッシュ・アンド・ボーン/渇いた愛の行方 Fresh and Bone       | ケイ・デイヴィス               |                                                  |                                                                                                   |
| 1994   | 男が女を愛する時 When a Man Loves a Woman                      | アリス・グリーン               |                                                  | 土井美加                                                                                          |
| 1994   | 星に想いを I.Q.                                                | キャサリン・ボイド             |                                                  | 佐々木優子                                                                                        |
| 1995   | フレンチ・キス French Kiss                                     | ケイト                         | 出演・製作                                       | 日野由利加（ソフト版） 松井菜桜子（日本テレビ版）                                                 |
| 1995   | 恋の闇 愛の光 Restoration                                      | キャサリン                     |                                                  | 深見梨加                                                                                          |
| 1996   | 戦火の勇気 Courage Under Fire                                  | カレン・ウォールデン大尉       |                                                  | 勝生真沙子（ソフト版） 佐々木優子（フジテレビ版） 深見梨加（テレビ朝日版）                        |
| 1997   | 恋におぼれて Addicted to Love                                  | マギー                         |                                                  | 岡本麻弥                                                                                          |
| 1997   | アナスタシア Anastasia                                         | アナスタシア                   | 声の出演                                         | 白木美貴子                                                                                        |
| 1998   | シティ・オブ・エンジェル City of Angels                        | マギー・ライス                 |                                                  | 山崎美貴                                                                                          |
| 1998   | ユー・ガット・メール You've Got Mail                           | キャスリーン・ケリー           |                                                  | こおろぎさとみ（ソフト版） 水谷優子（フジテレビ版）                                               |
| 2000   | 電話で抱きしめて Hanging Up                                    | エヴァ                         |                                                  | 山像かおり                                                                                        |
| 2000   | プルーフ・オブ・ライフ Proof of Life                           | アリス・ボーマン               |                                                  | 渡辺美佐                                                                                          |
| 2001   | ニューヨークの恋人 Kate & Leopold                              | ケイト・マッケイ               |                                                  | 石塚理恵（ソフト版） 土居裕子（日本テレビ版）                                                     |
| 2002   | デブラ・ウィンガーを探して Searching for Debra Winger          | -                              | ドキュメンタリー                                 | 引田有美                                                                                          |
| 2003   | イン・ザ・カット In The Cut                                    | フラニー                       |                                                  | 小山茉美                                                                                          |
| 2004   | ファイティング×ガール Against the Ropes                        | ジャッキー・カレン             |                                                  | 山像かおり                                                                                        |
| 2007   | ランド・オブ・ウーマン/優しい雨の降る街で In the Land of Women | サラ・ハードウィック           |                                                  |                                                                                                   |
| 2008   | ハリウッド式 恋のから騒ぎ The Deal                             | デイドラ・ハーン               |                                                  |                                                                                                   |
| 2008   | あいつはママのボーイフレンド My Mom's New Boyfriend            | マーサ                         |                                                  | 佐々木優子                                                                                        |
| 2008   | THE WOMEN 明日の私に着替えたら The Woman                       | メアリー                       |                                                  |                                                                                                   |
| 2009   | メグ・ライアンの 男と女の取扱説明書 Serious Moonlight          | ルイーズ                       |                                                  |                                                                                                   |
| 2015   | 涙のメッセンジャー 14歳の約束 Ithaca                           | ケイト                         | 兼監督（初監督作品） 日本劇場未公開、WOWOWで放映 |                                                                                                   |
| 2022   | トップガン マーヴェリック Top Gun: Maverick                    | キャロル・ブラッドショウ       | アーカイブ・フッテージ                           | 斎藤恵理                                                                                          |

### テレビシリーズ
| 放映年    | 邦題 原題                                                | 役名           | 備考        | 吹き替え |
| --------- | -------------------------------------------------------- | -------------- | ----------- | -------- |
| 1990-1991 | キャプテン・プラネット Captain Planet and the Planeteers | Dr. Blight     | 声の出演    | 榊原良子 |
| 2007      | ザ・シンプソンズ The Simpsons                            | スワンソン     | 声の出演    |          |
| 2009      | ラリーのミッドライフ★クライシス Curb Your Enthusiasm     | メグ・ライアン | 1エピソード |          |

### CM
- 三菱自動車工業「ミラージュディンゴ」（2000年1月16日 ‐ 、日本[14]）
- サントリー「続のほほん茶」（2000年2月26日 ‐ 9月、日本[14]）
- NTTドコモ「FOMAサービス」（2002年3月25日 ‐ 、日本[14]）
- ネスレ「ネスカフェ エクセラ」（2005年9月16日 ‐ 2007年、日本[14][15]）

## 製作作品
| 公開年 | 邦題 原題                                              | 担当       | 備考 |
| ------ | ------------------------------------------------------ | ---------- | ---- |
| 1995   | フレンチ・キス French Kiss                             | 出演・製作 |      |
| 2000   | ロスト・ソウルズ Lost Souls                            | 製作       |      |
| 2001   | ウェディング・プランナー The Wedding Planner           | 製作総指揮 |      |
| 2002   | キーファー・サザーランド IN ガンブラスト Desert Saints | 製作       |      |